# Генерал-губернатор Тувалу
Генера́л-губерна́тор Тува́лу (англ. Governor-General of Tuvalu) — представитель монарха Тувалу (в настоящее время король Карл III). Поскольку монарх не может находиться во всех Королевствах Содружества, он назначает (по представлению правительства Тувалу) представителей для осуществления своих обязанностей в качестве короля Тувалу. Генерал-губернаторы несут ответственность за назначение премьер-министра, а также других министров правительства после консультаций с премьер-министром.
Должность была введена 1 октября 1978 после получения Тувалу независимости от Великобритании.

## Список генерал-губернаторов Тувалу
|       | Портрет | Имя                                                             | Вступил в должность | Покинул должность |
| ----- | ------- | --------------------------------------------------------------- | ------------------- | ----------------- |
| 1     |         | Сэр Фиатау Пенитала Тео (1911—1998) англ. Fiatau Penitala Teo   | 1 октября 1978      | 1 марта 1986      |
| 2     |         | Сэр Тупуа Леупена (1922—1996) англ. Tupua Leupena               | 1 марта 1986        | 1 октября 1990    |
| 3     |         | Сэр Тоарипи Лаути (1928—2014) англ. Toaripi Lauti               | 1 октября 1990      | 1 декабря 1993    |
| 4     |         | Сэр Тому Малаефоне Сионе (1941—2016) англ. Tomu Malaefone Sione | 1 декабря 1993      | 21 июня 1994      |
| 5     |         | Сэр Тулага Мануэлла (1936—) англ. Tulaga Manuella               | 21 июня 1994        | 26 июня 1998      |
| 6     |         | Сэр Томаси Пуапуа (1938—) англ. Tomasi Puapua                   | 26 июня 1998        | 9 сентября 2003   |
| 7     |         | Фаималага Лука (1938—2005) (англ. Faimalaga Luka                | 9 сентября 2003     | 15 апреля 2005    |
| 8     |         | Сэр Филоимеа Телито (1945—2011) англ. Filoimea Telito           | 15 апреля 2005      | 19 марта 2010     |
| и. о. |         | Сэр Камута Латаси (1936—) англ. Kamuta Latasi                   | 19 марта 2010       | 16 апреля 2010    |
| 9     |         | Сэр Иакоба Таэиа Италели (?—) англ. Iakoba Taeia Italeli        | 16 апреля 2010      | 22 августа 2019   |
| и. о. |         | Тенику Талеси Хонолулу (?—) англ. Teniku Talesi Honolulu        | 22 августа 2019     | январь 2021       |
| и. о. |         | Самуэлу Пенитала Тео (1957—) англ. Samuelu Penitala Teo         | январь 2021         | 29 сентября 2021  |
| 10    |         | Сэр Тофига Ваевалу Фалани (?—) англ. Tofiga Vaevalu Falani      | 29 сентября 2021    | действующий       |